# Cantone di Ducey
Il Cantone di Ducey era una divisione amministrativa dell'arrondissement di Avranches.
È stato soppresso a seguito della riforma complessiva dei cantoni del 2014, che è entrata in vigore con le elezioni dipartimentali del 2015.
Comprendeva parte del comune di Saint-Ovin e i comuni di:
- Céaux
- Les Chéris
- Courtils
- Crollon
- Ducey
- Juilley
- Marcilly
- Le Mesnil-Ozenne
- Poilley
- Précey
- Saint-Quentin-sur-le-Homme